# Fatal Beauty
Fatal Beauty es una película de acción cómica estadounidense de 1987, dirigida por Tom Holland y protagonizada por Whoopi Goldberg y Sam Elliott.

## Argumento
Rita Rizzoli es una agente de narcóticos con gran capacidad para camuflarse. En una redada, un cargamento de droga es secuestrado, los ladrones no se dan cuenta de la pureza del material, por lo que cajas de ‘Belleza Mortal’ están siendo introducidas en el mercado negro.

## Reparto
| Actor            | Personaje              |
| ---------------- | ---------------------- |
| Whoopi Goldberg  | Detective Rita Rizzoli |
| Sam Elliott      | Mike Marshak           |
| Rubén Blades     | Carl Jiménez           |
| Harris Yulin     | Conrad Kroll           |
| John P. Ryan     | Teniente Kellerman     |
| Jennifer Warren  | Cecile Jaeger          |
| Brad Dourif      | Leo Nova               |
| Mike Jolly       | Earl Skinner           |
| Charles Hallahan | Deputy Getz            |
| James LeGros     | Zack Jaeger            |
| Mark Pellegrino  | Frankenstein           |
| Neill Barry      | Denny Miflin           |
| Cathianne Blore  | Charlene               |

## Recepción
La película fue muy poco popular entre muchos críticos (aunque Roger Ebert le dio una revisión positiva de 3 estrellas), algunos de los cuales la consideraron una burda copia de Beverly Hills Cop (algo en lo que también hizo hincapié Faltermeyer). Otros citaron la falta de química en el romance entre los personajes de Goldberg y Elliott. Leonard Maltin la calificó de «imperdonablemente horrenda, con violencia gratuita y diálogos alucinantes, con un mensaje antidroga para racionalizar sus excesos». Fatal Beauty tiene una puntuación del 25% en Rotten Tomatoes basado en 12 opiniones.